# Luigi Amat di San Filippo e Sorso
Luigi Amat di San Filippo e Sorso (Sinnai, 20 giugno 1796 – Roma, 30 marzo 1878) è stato un cardinale italiano.

## Biografia
Nacque a Sinnai, in Sardegna, il 20 giugno 1796, quinto figlio di Giovanni, Marchese di San Filippo ed Eusebia, Baronessa di Sorso.
Nunzio apostolico a Napoli (1827) e poi a Madrid (1833), papa Gregorio XVI lo creò cardinale di Santa Romana Chiesa, nel concistoro del 19 maggio 1837: resse come legato la Legazione di Ravenna, dando prova di saggezza e grandi doti amministrative.
Fu poi prefetto della Sacra Congregazione di Propaganda Fide e, nel 1847, papa Pio IX lo nominò legato di Bologna, dove non nascose le sue simpatie per la causa nazionale: lasciò l'ufficio l'11 luglio del 1848, dopo i fatti insurrezionali, per non partecipare alla reazione pontificia.
Decano del Sacro Collegio dal 1877, morì il 30 marzo 1878 all'età di 81 anni.

## Genealogia episcopale e successione apostolica
La genealogia episcopale è:
- Cardinale Scipione Rebiba
- Cardinale Giulio Antonio Santori
- Cardinale Girolamo Bernerio, O.P.
- Arcivescovo Galeazzo Sanvitale
- Cardinale Ludovico Ludovisi
- Cardinale Luigi Caetani
- Cardinale Ulderico Carpegna
- Cardinale Paluzzo Paluzzi Altieri degli Albertoni
- Papa Benedetto XIII
- Papa Benedetto XIV
- Cardinale Enrico Enriquez
- Arcivescovo Manuel Quintano Bonifaz
- Cardinale Francisco Antonio de Lorenzana y Butrón
- Cardinale Giuseppe Maria Spina
- Cardinale Luigi Amat di San Filippo e Sorso

La successione apostolica è:
- Arcivescovo Celestino Maria Cocle, C.SS.R. (1831)
- Arcivescovo Domenico Silvestri (1844)
- Vescovo Vincenzo Maria Marolda, C.SS.R. (1844)
- Vescovo Michele Caputo, O.P. (1852)
- Vescovo Antonio La Scala (1852)
- Vescovo Gesualdo Vitali (1852)
- Vescovo Luigi Jona (1854)
- Vescovo Giovanni Felice Jacovacci (1863)
- Patriarca Giulio Lenti (1867)
- Vescovo Antonio Maria Fanìa, O.F.M. (1867)